# Lago Menéndez
Il lago Menéndez è un lago di origine glaciale situato nella provincia del Chubut, Argentina, nel dipartimento di Futaleufú.
Occupa una superficie di circa 5.570 ettari in una valle caratterizzata da una forma ad Y, nella quale il corpo principale del lago è orientato in direzione est, mentre i due bracci sono disposti a nord-est e sud-est. Nella diramazione tra i due bracci è ubicata un'isola. Il lago è circondato da alte montagne e da paesaggi di boschi caratterizzati da fagacee, oltre che da alti e vecchi esemplari di Fitzroya cupressoides. Il bacino lacustre è interamente compreso entro i confini del Parco nazionale Los Alerces e sulle sue sponde non è insediata alcuna popolazione.
È una meta turistica molto visitata, nonostante nelle sue acque non sia permessa la pesca e lungo le sue sponde non è consentito il campeggio. Il fatto che eserciti una forte attrazione per i turisti è dovuta esclusivamente alla bellezza dei paesaggi montagnosi che lo circondano, al bosco andino patagonico che vegeta lungo le sue sponde ed alla selva valdiviana presente sulle sue sponde più occidentali. Su alcune delle vette vicine si trovano alcuni piccoli ghiacciai.
Il lago è accessibile solo ai pedoni, attraverso un percorso lungo le sponde del Río Arrayanes, accanto a un percorso turistico dove ci sono alloggi e campeggi. Si attraversa un lungo ponte pedonale sul fiume, che costeggia il vicino Lago Verde, e dopo aver camminato per circa 2.000 metri, si arriva al lago attraverso una piccola spiaggia. Le sue acque sono troppo fredde per permettere la balneazione.
Dopo una camminata di circa 1.000 metri si può raggiungere una banchina posta sul vicino Lago Verde, dalla quale è possibile prendere le imbarcazioni che attraversano il río Arrayanes ed il vicino lago Futalaufquen.
Dall'imbarcadero parte, più volte al giorno, un'escursione a bordo di un piccolo battello turistico che attraversa il corpo principale del lago ed il suo braccio nord. Alla fine della traversata è possibile camminare nei folti boschi della selva valdiviana.
Il lago fa parte della conca del río Futaleufú, che sfocia nell'oceano Pacifico dopo essersi congiunto con il río Yelcho, ubicato in territorio cileno.